# L'École de la brousse
L'École de la brousse (Bush school en version originale) est une série documentaire anglo-saxonne, doublée en français, présentée à partir de septembre 1993, dans le Disney Club sur TF1.
Elle consistait en un petit reportage, réalisé en Afrique en règle générale, et qui permettait de découvrir les animaux, ainsi que leur environnement. 
La série était présentée par une adulte et six enfants: Bronwyn et Boyd Varty, Simon et Adam Bannister, Tidi et Sizie Modise accompagnés par leur professeur Shan Varty.

## Fiche Technique
D'après le générique de fin de l'émission Disney Club du dimanche 3 avril 1994.
- Producteurs exécutifs : David Varty et Tedd Schorman
- Réalisation : John Varty
- Scripts : Richard Beynon (épisode: Histoire de bébé), Lex Hes (épisode: Histoire de bébé), John Varty (épisode: Singes en tout genre), Peter Grossett (épisode: Singes en tout genre), Joan Grossett (épisode: Singes en tout genre) et James Marshall (épisode: Singes en tout genre)
- Musique : Marc Duby
- Post Production : Tiny Laubscher (épisode: Histoire de bébé)
- Post Production video : The video lab
- Version française : Dubbing Brothers
- Adaptation : Françoise Sanson
- Production : Londolozi Productions

## Liste des épisodes
- La série offre un voyage au cœur des savanes africaines à la découverte des animaux, afin d'offrir une belle leçon de zoologie (émission du dimanche 12 septembre 1993)[1]
- Un épisode (émission du dimanche 3 octobre 1993)[2]
- La série offre un épisode riche en frissons sur les araignées et les scorpions (émission du dimanche 31 octobre 1993)[3]
- Un épisode sur la chaine alimentaire (émission du dimanche 14 novembre 1993)[4],[5]
- Épisode "Histoire de bébés" (émission du dimanche 28 novembre 1993)[6]
- Un épisode (émission du dimanche 5 décembre 1993)[7]
- Épisode "Z comme zèbre" (émission du dimanche 12 décembre 1993)[8]
- Un épisode (émission du dimanche 2 janvier 1994)[9]
- La série offre un épisode sur le phacochère (émission du dimanche 9 janvier 1994)[10]
- Épisode "C comme crocodile" (émission du dimanche 16 janvier 1994)[11]
- Épisode "H comme Hippopotamus" (émission du dimanche 23 janvier 1994)[12]
- La série offre un épisode permettant de découvrir le lycaon (émission du dimanche 30 janvier 1994)[13]
- Épisode "Le gnou" (émission du dimanche 20 février 1994)[14]
- La série offre un épisode mettant l'autruche à l'honneur (émission du dimanche 13 mars)[15]
- La série offre un épisode sur les rhinocéros blancs et les rhinocéros noirs (émission du dimanche 20 mars 1994)[16]
- Épisode "Singes en tout genre" (émission du dimanche 3 avril 1994)
- La série offre un épisode où l'on apprend comment se déplacer dans la brousse (émission du dimanche 10 avril 1994)[17]
- Épisode "Les 5 sens de la vie" (émission du dimanche 24 avril 1994)[18]
- Épisode "L'école sauvage"  (émission du dimanche 1er mai 1994)[19]
- Épisode "Le langage des animaux"  (émission du dimanche 8 mai 1994)[20]
- Un épisode (émission du dimanche 15 mai 1994)[21]
- Épisode "Le roi du camouflage" (émission du dimanche 12 juin 1994)[22]
- Épisode "Les tortues" (émission du dimanche 10 juillet 1994)[23]